# Ielena Khussiàinova
Ielena Alekséievna Khussiàinova (en rus: Елена Алексеевна Хусяйнова, nascuda el 1973 o el 1974) és una comptable russa de Sant Petersburg que al setembre del 2018 va ser acusada de conspirar per defraudar els Estats Units interferint en les eleccions nord-americanes de 2016 i 2018. Se l'acusa de gestionar les finances del "Projecte Lakhta", una operació realitzada per interferir en els mitjans de comunicació amb 35 milions de dòlars que va utilitzar en falsos perfils de Twitter, Facebook i altres, per tal de difondre desinformació i crear discòrdia. Se suposa que el delicte es va produir del 2014 a 2018. Khussiàinova va reaccionar a l'acusació amb ironia apel·lant a la capacitat d'«una simple dona russa» d'«ajudar els ciutadans d'una superpotència a elegir el seu president».
El projecte Lakhta va ser realitzat per la Internet Research Agency i finançada per diversos afiliats de Concord Catering, sota la direcció de l'oligarca rus Ievgueni Prigojin. Tots ells ja havien estat acusats de delictes relacionats com a part de la investigació del Consell Especial. El cas va ser presentat al Tribunal de Districte dels Estats Units per al Districte Oriental de Virgínia a través del Departament de Justícia dels Estats Units amb ajuda de l'Oficina Federal d'Investigació (FBI). Els càrrecs no s'han presentat a l'oficina de l'Assessoria Especial perquè les activitats associades també es relacionaven amb les eleccions de 2018, que no pertanyen a la jurisdicció de Robert Mueller.
Khussiàinova també és la directora financera de USA Really, un lloc web conspiratiu dirigit per un executiu de mitjans de comunicació rus i un assessor de política del Kremlin.